# The Act of Killing
The Act of Killing ist ein mehrfach ausgezeichneter Dokumentarfilm des US-amerikanischen Regisseurs Joshua Oppenheimer aus dem Jahr 2012. Ausführende Produzenten waren unter anderem Werner Herzog und Errol Morris.
Die Macher des Films nahmen, im Unterschied zum klassischen Dokumentarfilm, keine rein berichtende Position ein. Vielmehr forderten sie Menschen, die an dem im Film thematisierten Massaker in Indonesien 1965–1966 als Täter beteiligt waren, auf, die Geschehnisse mit verteilten und wechselnden Opfer/Täter-Rollen nachzuspielen. Dabei dokumentierten sie filmisch und durch Interviews, welche Reaktionen dieses so genannte Reenactment („Nachspielen“) bei den damaligen Tätern hervorrief, die niemals für die staatlich angeordneten Morde zur Rechenschaft gezogen worden waren.
Diese filmisch neuartige Herangehensweise an schwerwiegende historische Ereignisse, die zudem bis dahin im Westen weitgehend unbeachtet waren, polarisierte die Kritiker. Der Film wurde überwiegend und teils enthusiastisch gelobt, zog aber auch vereinzelte harte Kritik auf sich, die insbesondere die fehlende Darstellung des historischen Kontexts des Massenmords bemängelte.
2014 folgte Oppenheimers Dokumentarfilm The Look of Silence, der sich diesmal aus der Opferperspektive mit dem Indonesischen Massenmord auseinandersetzt und als Gegenstück zu The Act of Killing fungiert. Beide Filme wurden vielfach mit Filmpreisen ausgezeichnet und waren u. a. für den Oscar in der Kategorie Bester Dokumentarfilm nominiert.

## Inhalt
Der Film beschäftigt sich mit den historischen Massakern, die in Indonesien von 1965 bis 1966 nach dem gescheiterten Militärputsch von 1965 stattfanden. Dieser Putsch wurde von der indonesischen Regierung ohne jegliche offizielle Untersuchung allein der Kommunistischen Partei Indonesiens (PKI) angehängt, was nach heutigem Erkenntnisstand eine wahrscheinlich bewusste Falschdarstellung war. In der Folge begann ein staatlich organisierter Massenmord, in dessen Verlauf Gewerkschaftsmitglieder, Intellektuelle, ethnische Chinesen und landlose Bauern als Kommunisten beschuldigt, verhaftet oder direkt ermordet wurden. Die genaue Opferzahl ist bis heute mangels offizieller Untersuchungen unbekannt, die Schätzungen reichen von 500.000 bis zu 3.000.000 Ermordeten. Die Verdächtigung, ein Kommunist zu sein, kam einem Todesurteil gleich und wurde durch staatlich organisierte, paramilitärische Todesschwadronen und Gangster (von den Tätern interpretiert als „freie Männer“) ausgeführt. Die Täter leben bis heute unbehelligt und prahlen sogar in aller Öffentlichkeit mit ihren Taten. In der Dokumentation werden einige gebeten, ihre Taten in Filmszenen nachzustellen. Die Hauptfigur ist Anwar Congo, der sich selbst als „Gangster“ bezeichnet und damals in einem Kino US-amerikanische Filme vorführte. Beeinflusst vom Verhalten der Gangster in diesen Filmen führte er seine Auftragsmorde aus; vermutlich waren es Hunderte oder Tausende, eine genaue Zahl wird im Film nicht genannt. Auch die nachgestellten Szenen der Tötungen, deren Form die Mörder von damals für diese Dokumentation frei wählen konnten, sind durch Film-Narrative beeinflusst.
Das Besondere an dem Dokumentarfilm ist, dass die Täter keinerlei Unrechtsbewusstsein zeigen und zum Teil bis heute in führenden Positionen tätig sind, mit Kontakten bis in die höchsten Regierungsebenen Indonesiens. Ibrahim Sinik, Chefredakteur der Zeitung Medan Pos, der bei Verhören und Folterungen in seinen Redaktionsräumen anwesend war, ist auch heute noch Zeitungschef. Detailliert gibt er vor der Kamera Auskunft. Auch die Pancasila-Jugend, mit drei Millionen Mitgliedern eine der größten paramilitärischen Organisationen Indonesiens und verstrickt in die Massaker von 1965 bis 66, ist heute noch aktiv. Der Parlamentsabgeordnete Marzuki erwähnt vor laufender Kamera Einnahmen der Pancasila-Jugend aus illegalen Aktivitäten wie Glücksspiel, dem illegalen Abholzen der Urwälder Indonesiens, Illegaler Fischerei, Schutzgelderpressung und Nachtclubs. Aber der Gouverneur „bedürfe“ angeblich der Paramilitärs, um die „Sicherheit in der Region“ zu wahren. In einer Ansprache vor seinen Mitgliedern ruft der Anführer Yapto Soerjosoemarno stolz: „Man sagt, die Pancasila-Jugend sei eine Gangster-Organisation. Wenn wir Gangster sind, bin ich der größte Gangster von allen.“ Ein Paramilitär brüstet sich mit der Vergewaltigung 14-jähriger Mädchen.
Bei einer Massenszene im Dschungel erscheint der stellvertretende Minister für Jugend und Sport Sakhyan Asmara in orangefarbener Uniform, was ihn als Mitglied der Pancasila ausweist. Er gibt sich als Antikommunist. Während der Dreharbeiten übernehmen einige Täter von einst sowohl die Täter- als auch die Opferrolle im Wechselspiel. Anwar Congo beginnt dabei zu zweifeln und fragt sich, ob die Morde nicht vielleicht doch Unrecht gewesen seien. Er erwähnt Einschlafprobleme und Albträume. Am Ende überkommt ihn ein Würgekrampf, ein wirkliches Umdenken setzt jedoch nicht ein, zumindest nicht vor der Kamera.

## Historischer Hintergrund
Nach der weitgehenden Vernichtung der Kommunistischen Partei Indonesiens in dem Massenmord, die zuvor mit etwa 3,5 Millionen Mitgliedern eine der stärksten der Welt gewesen war, begann 1966 die Diktatur von General Suharto. Dieser stürzte den mit den Kommunisten zusammenarbeitenden bzw. sympathisierenden Diktator Sukarno und regierte bis 1998. Das Suharto-Regime verbot nach seiner Machtübernahme auch offiziell die kommunistische Partei sowie jegliche entsprechende politische Betätigung. Die Version der Alleinschuld der Kommunistischen Partei (PKI) an dem nie untersuchten Militärputsch von 1965, sowie der damit gerechtfertigte Massenmord als „Rettung des Vaterlands“ bildeten eine Art Gründungsmythos für das Regime des rechtsgerichteten Suharto und dessen streng antikommunistische Doktrin bzw. Staatsideologie der „Neuen Ordnung“ (Orde Baru). Daher war bis zum Rücktritt Suhartos 1998 jegliche Kritik an dieser offiziellen Version der Ereignisse – und damit an der angeblichen Notwendigkeit und sogar moralischen Rechtfertigung des Mordens – streng verboten.
Die damals geprägte, nach dem heutigen Stand der Forschung falsche bzw. wahrscheinlich auch vorsätzlich gefälschte historische Sichtweise auf den Putsch und die Massaker wird in indonesischen Schulbüchern, im Fernsehen und vom offiziellen Indonesien bis in die Gegenwart propagiert. Die seit wenigen Jahren vereinzelt aufkeimenden Bemühungen um juristische und historische Aufklärung werden von der Regierung und dem gesellschaftlichen Establishment Indonesiens bis heute stark erschwert oder gänzlich blockiert – was teils auf deren eigener Verstrickung in die damaligen Vorgänge beruht, wie im Film anhand der eigenen Erzählungen der Mörder über ihre teils sehr erfolgreichen Karrieren dokumentiert ist.
Diese Zusammenhänge erklären zum Teil die für neutrale Betrachter des Films befremdliche, weil anscheinend völlig amoralische bzw. ohne jegliches Unrechtsbewusstsein erscheinende Haltung der im Film zu Wort kommenden damaligen Akteure des Mordens – deren Einstellung laut dem Regisseur nur konsequent die der indonesischen Gesellschaft jahrzehntelang vermittelte Geschichtslüge widerspiegelt.

## Filmkritiken
„‚The Act of Killing‘ [nimmt] zu dem ansatzweisen Erkenntnisprozess, den er begleitet, eine ambivalente und darin die einzig angemessene Haltung ein. Einerseits zeigt sich das Potenzial des Spiels, des Re-Enactments, letztlich: des Kinos, historischen Ereignissen eine Unmittelbarkeit, eine konkrete Präsenz zu verleihen, die sie sinnlich und gegenwärtig erfahrbar machen und durch diese Strategie neue Wege des Umgangs mit ihnen erschließen. Andererseits bleibt die Möglichkeit bestehen, sie ihrer historischen Wahrheit zum Trotz als bloßes Spielmaterial zu begreifen – Anwar Congo selbst sieht sich, später, mit seinen Enkeln gemeinsam die Aufzeichnung seiner gespielten Folterung an, und zwischen aufblitzenden Momenten des Erkennens und vielleicht sogar einer Form von Reue ist immer wieder jene Form von Stolz auf die eigenen Untaten zu erahnen, die vielleicht die erschreckendsten Eindrücke dieses ungeheuren Films prägt.“

Der BBC-Journalist Nick Fraser hingegen sprach dem Film jeden Erkenntnisgewinn ab und bezeichnete ihn stattdessen als Snuff, also als einen Film, der echte Morde zu Unterhaltungszwecken präsentiere:

„Ich finde die Szenen, in denen die Killer zur Nacherzählung ihrer Taten ermutigt werden, oft begleitet von begeisterten Ausdrücken der Befriedigung, erschütternd; und zwar nicht aus dem Grund weil uns das soviel erzählt, wie viele meinen, sondern weil es uns so wenig Wichtiges erzählt.“

## Replik des Regisseurs auf Vorwürfe „fehlender historischer Darstellung“
Wie einige andere Kritiker bemängelte Robert Cribb, ein australischer Professor für Politik und Geschichte Asiens, in einem Internet-Essay unter anderem, dass in dem Film die Darstellung der damaligen „historischen Zusammenhänge“ fehlen würde, und warf dem Regisseur „Manipulation“ vor. Joshua Oppenheimer antwortete daraufhin in einem Interview mit dem gleichen Online-Magazin:

„Der Film handelt im Wesentlichen nicht davon, was 1965 geschah, sondern erzählt von einem Regime, in dem paradoxerweise ein Völkermord gleichzeitig abgestritten, aber auch gefeiert wurde – und zwar um die Überlebenden in einem Zustand der Furcht und des Terrors zu halten, die Öffentlichkeit gehirngewaschen zu halten, und um den Tätern zu ermöglichen, mit sich selbst weiterleben zu können... Er täuscht nie vor, eine umfassende Darstellung der Ereignisse von 1965 zu sein. Der Film versucht, das heutige Einwirken des Mordens und des Terrors auf Menschen und Institutionen zu verstehen.“

## Auszeichnungen (Auswahl)

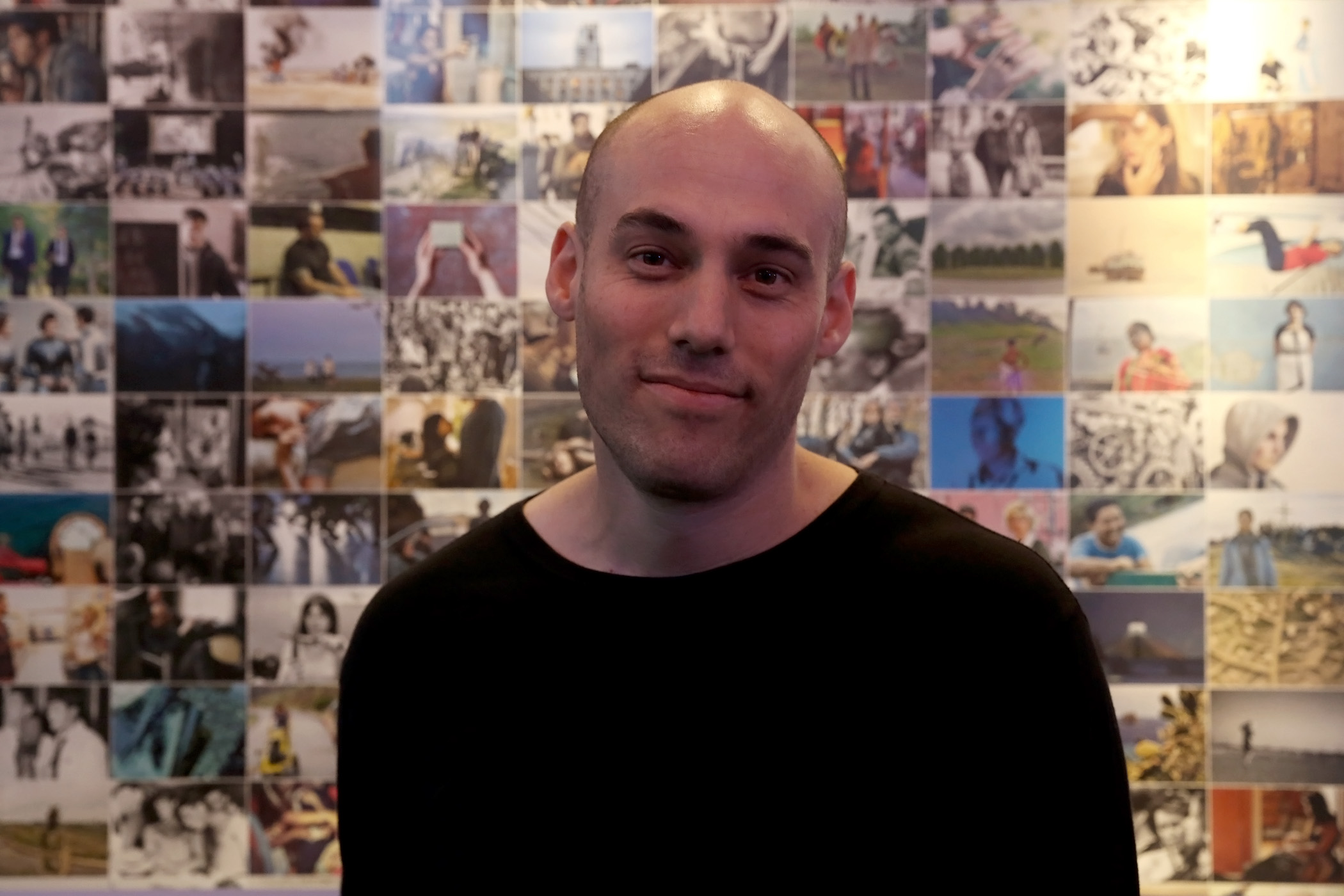
Joshua Oppenheimer (Viennale 2013)

Chicago Film Critics Association 2013
- Bester Dokumentarfilm

Europäischer Filmpreis 2013
- Bester Dokumentarfilm

Internationale Filmfestspiele Berlin 2013
- PanoramaPublikumspreis für den besten Dokumentarfilm[10]
- Preis der Ökumenischen Jury für den besten Film der Sektion Panorama

Weitere Auszeichnungen
- Robert[11]
- Bodil[12]
- CPH:DOX[13]
- Festival de Cinéma Valenciennes[14]
- Documenta Madrid 2013[15]
- Beldocs[16]
- Ficunam[17]

2016 belegte The Act of Killing bei einer Umfrage der BBC zu den 100 bedeutendsten Filmen des 21. Jahrhunderts den 14. Platz.